# Euphaedra janettoides
Euphaedra janettoides är en fjärilsart som beskrevs av Embrik Strand 1914. Euphaedra janettoides ingår i släktet Euphaedra och familjen praktfjärilar. Inga underarter finns listade i Catalogue of Life.